# Marco Fabio Vibulano
Marco Fabio Vibulano (en latín, Marcus Fabius K. f. Vibulanus; f. 477 a. C.;) fue dos veces cónsul romano: la primera vez con Lucio Valerio Potito y la segunda con Cneo Manlio Cincinato. Marco Fabio era hermano de los también cónsules: Quinto Fabio y Cesón Fabio.

## Primer consulado (483a.C.)
En su primer consulado (483 a. C.), Marco bloqueó los esfuerzos de los tribunos para poner en vigor la ley agraria de Espurio Casio y, en consecuencia, fue impedido de reclutar tropas. Por ello, los cónsules debieron instalar sus tribunales fuera de la ciudad, adonde no se extendía el poder de los tribunos y, mediante amenazas de fuertes castigos, obligaron a los ciudadanos a enlistarse. Los cónsules llevaron a cabo la guerra contra los volscos sin ningún resultado decisivo.

## Segundo consulado (480a.C.)
En el año 480 a. C. Marco Fabio fue cónsul por segunda vez con Cneo Manlio Cincinato. Ambos marcharon contra los veyenses, pero no se atrevieron a atacar al enemigo, por miedo de que sus propios soldados desertaran, como había sucedido con el cónsul Cesón Fabio en el año anterior. En consecuencia, mantuvieron sus tropas en su campamento hasta que los soldados demandaron ser llevados a batalla y juraron que no iban a dejar el campo a menos que fueran vencedores. 
Los romanos obtuvieron la victoria gracias a la valentía de los Fabios, pero a un alto precio. El cónsul Cincinato y Quinto Fabio perecieron en batalla y el cónsul sobreviviente, en razón a la pérdida que había sufrido, se negó a aceptar el triunfo que el Senado le ofreció. 
Dionisio señala que Fabio renunció a su consulado dos meses antes de la expiración de su año, porque sus heridas le impidieron el desempeño de los deberes de su cargo.

## Muerte de Marco Fabio (477a.C.)
El año siguiente, (479 a. C.), Marco Fabio acompañó al resto de su gens a su asentamiento de Crémera y pereció con ellos dos años después. Dionisio representa a Marco como el líder de los Fabios en su migración desde Roma, pero Tito Livio coloca al cónsul Cesón como cabeza de su gens en esa ocasión.